# Форст (Лаузіц)
Форст (нім. Forst), також Барщ (н.-луж. Baršć) — місто у Німеччині, районний центр району Шпрее-Найсе, розташованого у землі Бранденбург.
Населення становить 17 691 ос. (станом на 31 грудня 2020). Площа — 109,91 км2. Офіційний код — 12 0 71 076.
Офіційною мовою у населеному пункті, крім німецької, є лужицька.

## Демографія
- Динаміка населення з 1875 року в сучасних кордонах (Синя лінія: населення; Пунктир: відносна порівняльна динаміка населення землі Бранденбург; Сірий фон: період Третього рейху; Помаранчевий фон: період НДР)
- Динаміка населення (синя лінія) і прогнози

| Рік  | Населення |
| ---- | --------- |
| 1875 | 19 084    |
| 1890 | 27 494    |
| 1910 | 31 594    |
| 1925 | 32 977    |
| 1939 | 36 771    |
| 1950 | 33 339    |
| 1964 | 32 342    |

| Рік  | Населення |
| ---- | --------- |
| 1971 | 31 471    |
| 1981 | 28 870    |
| 1985 | 28 031    |
| 1990 | 27 214    |
| 1995 | 25 701    |
| 2000 | 24 309    |
| 2005 | 22 391    |

| Рік  | Населення |
| ---- | --------- |
| 2010 | 20 618    |
| 2015 | 18 773    |
| 2016 | 18 651    |
| 2017 | 18 353    |
| 2018 | 18 164    |
| 2019 | 17 902    |
| 2020 | 17 691    |

Джерела даних вказані на Wikimedia Commons.

## Уродженці
- Ґеорґ Томас (1890—1946) — генерал піхоти, один з керівників військової економіки Німеччини.

## Галерея

Герб міста до 2011
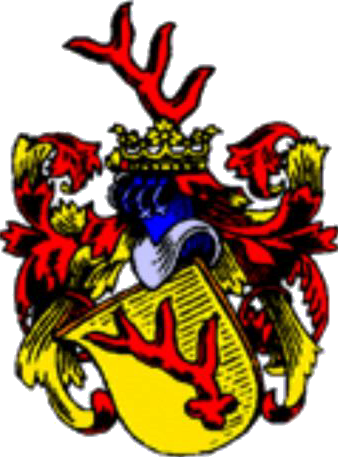
Повний герб міста
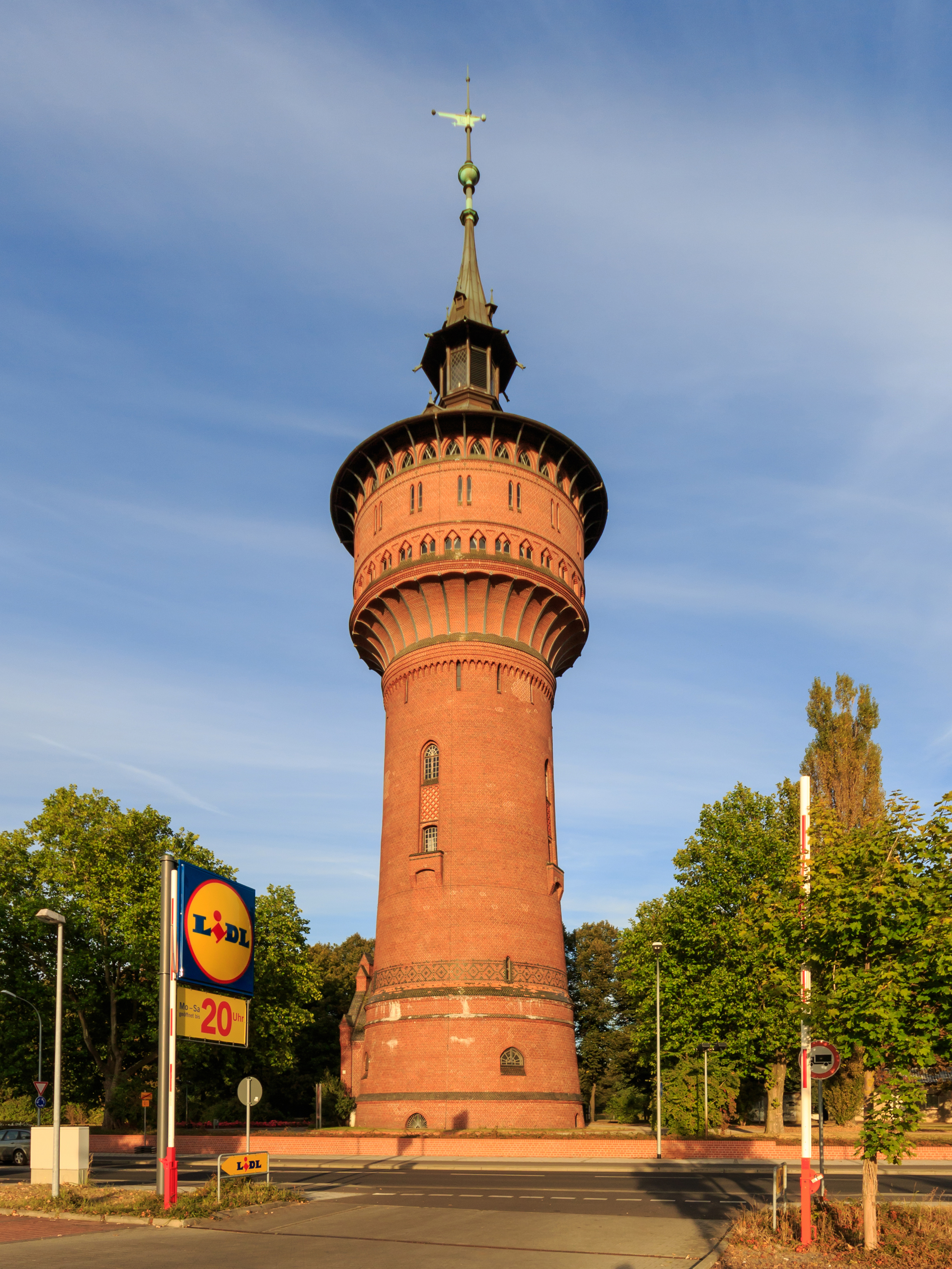
Воднонапірна вежа
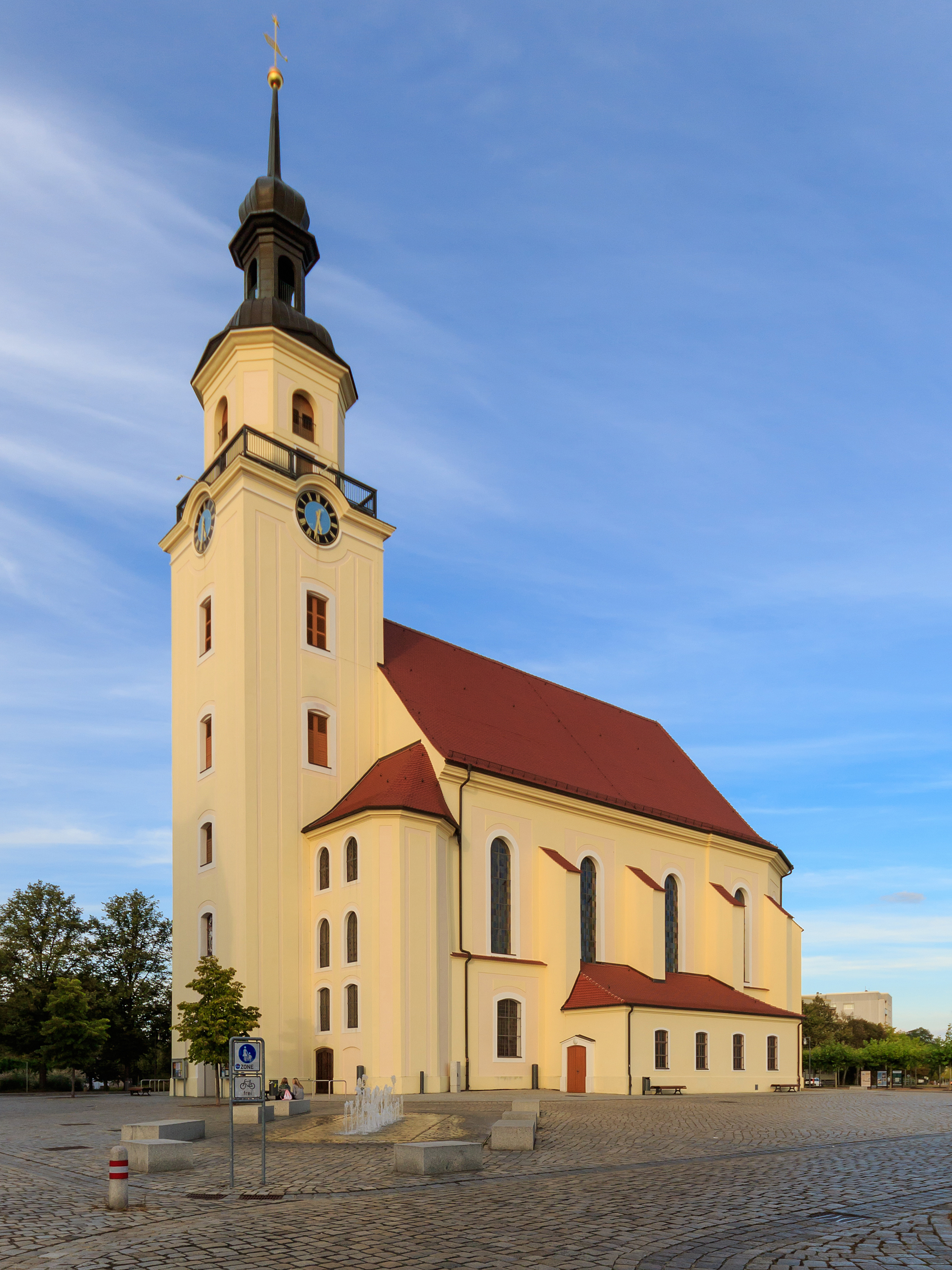
Міська церква Св. Миколая
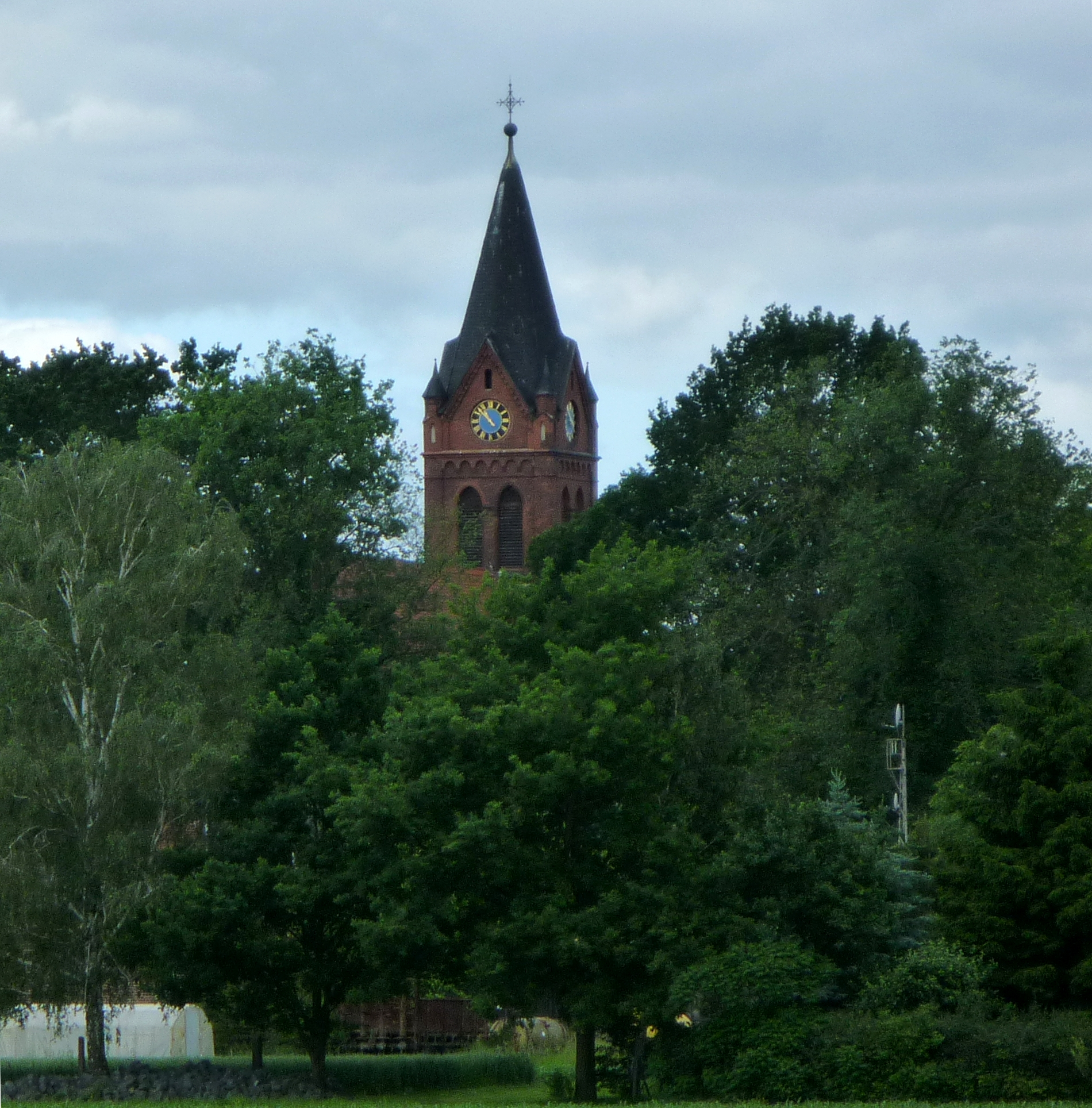
Церква у селі Сакро
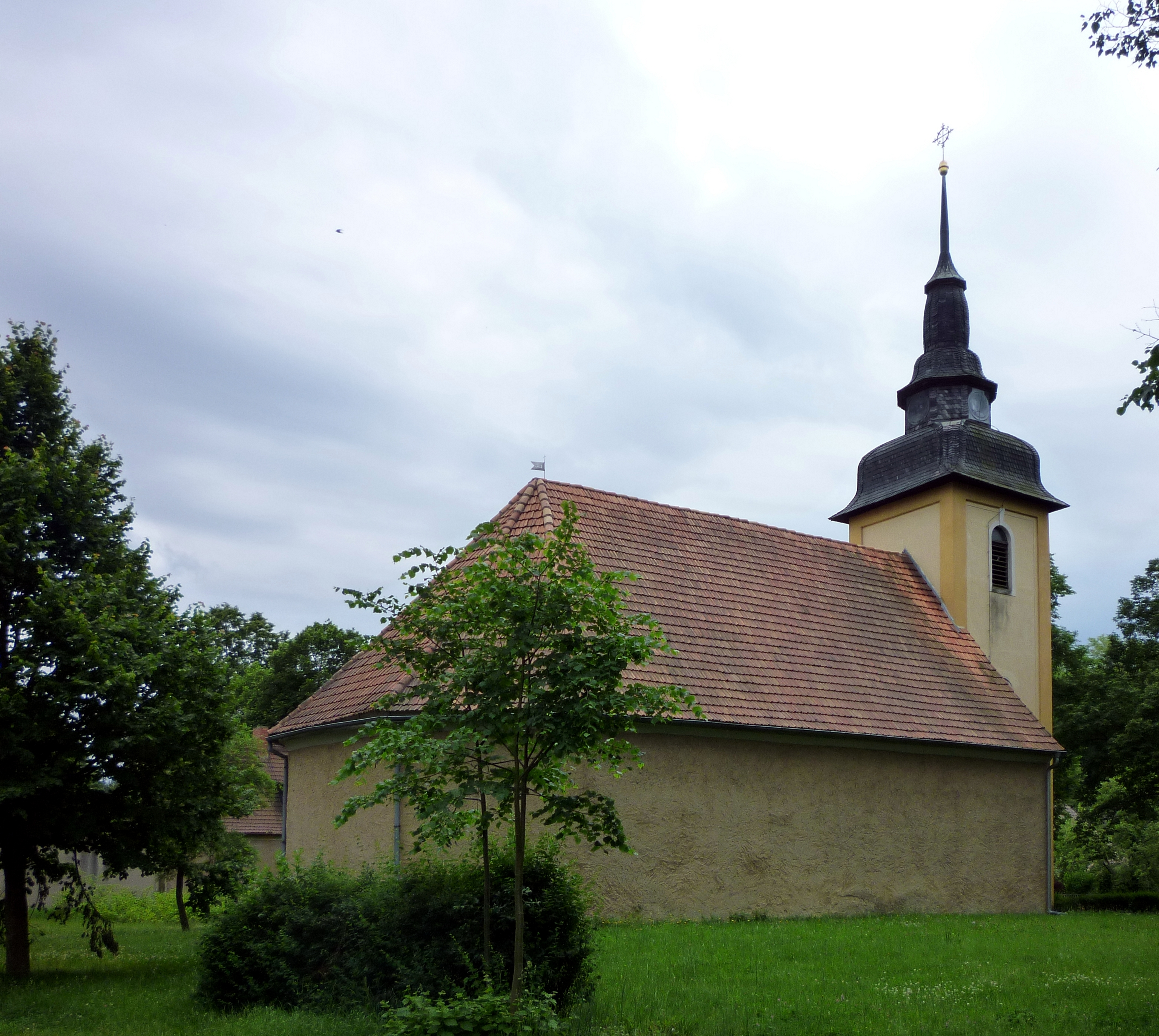
Церква у селі Грос Бадемойзель
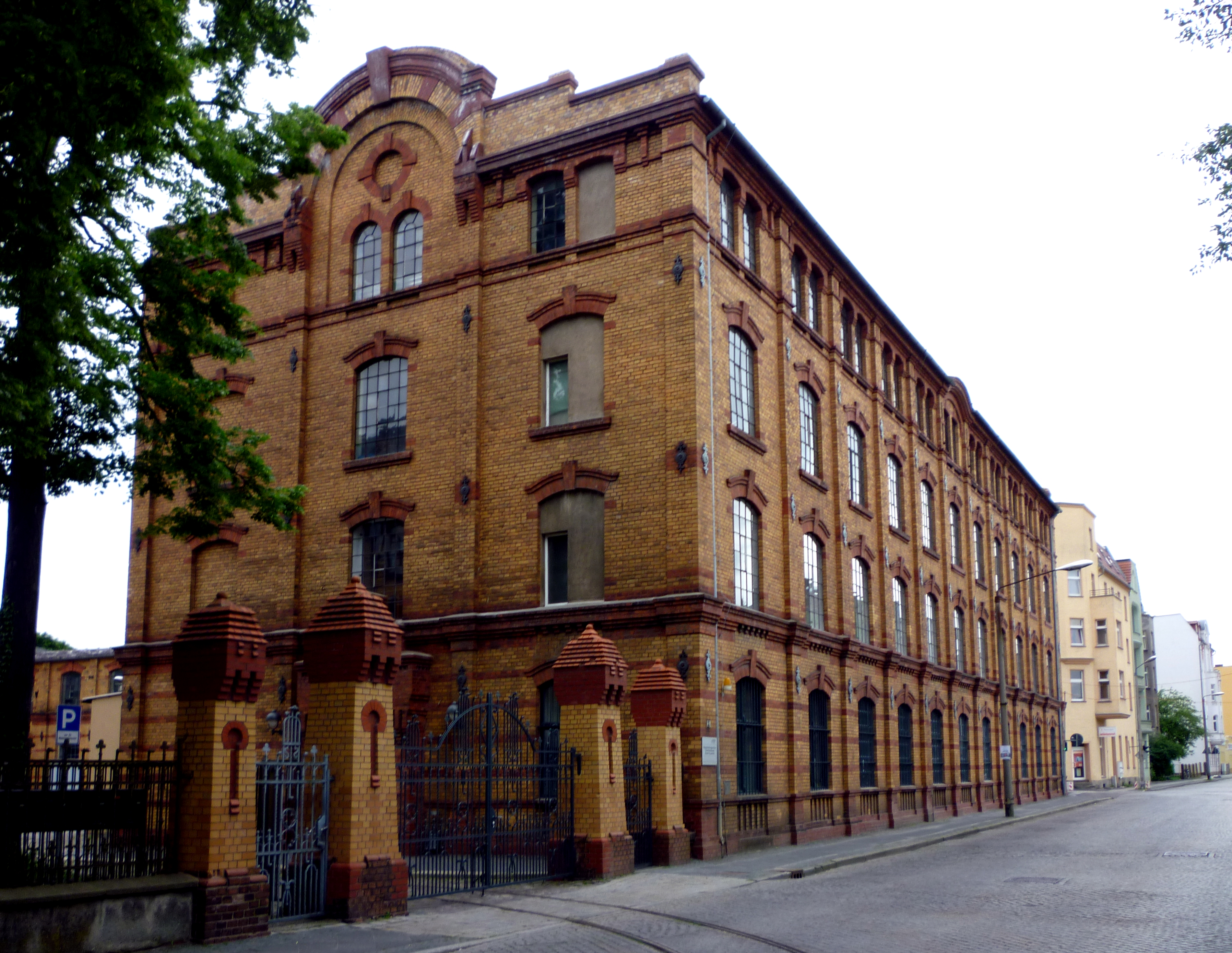
Музей текстилю
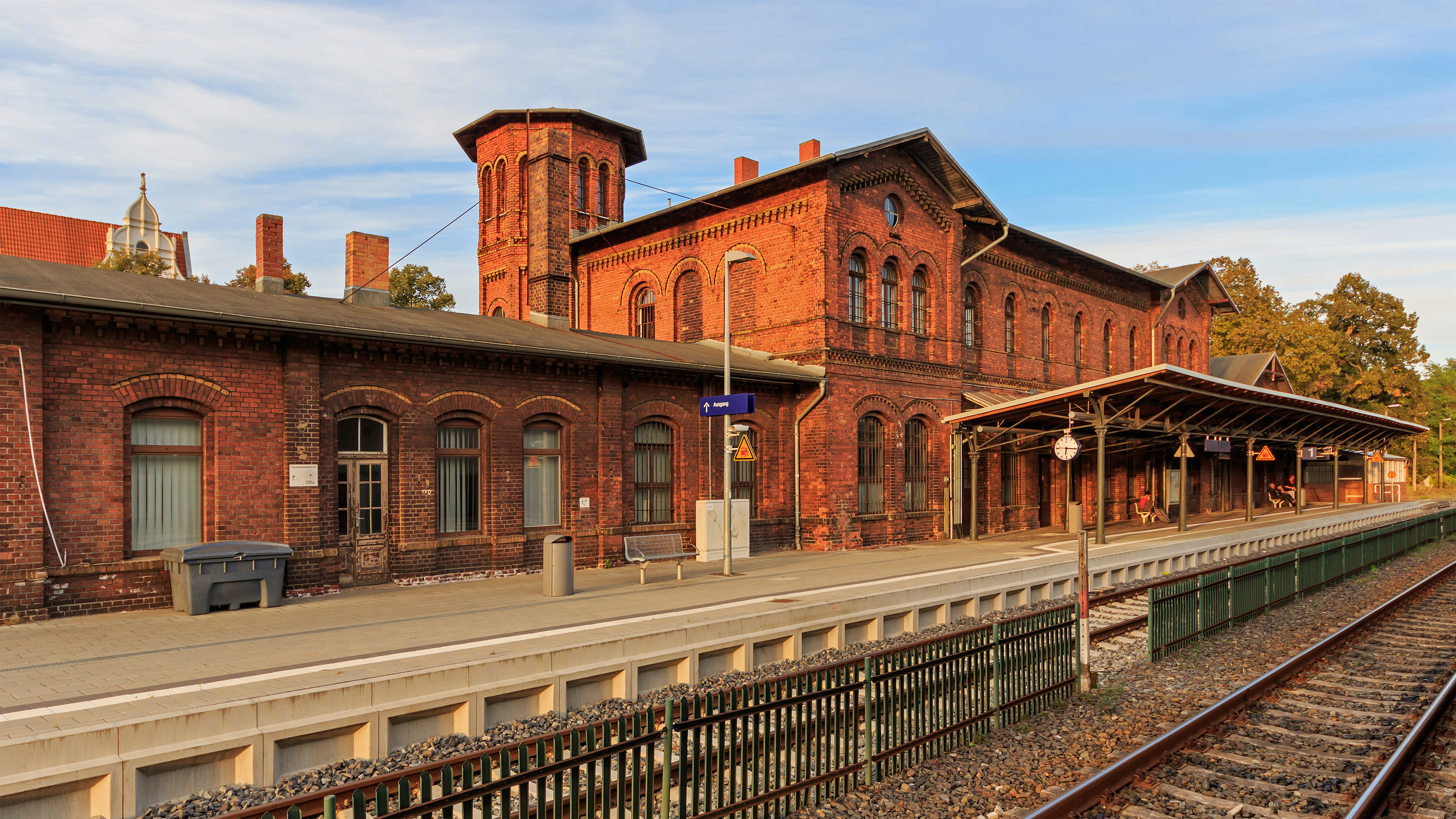
Вокзал